# Powers
Powers é uma revista em quadrinhos norte-americana, criada por Brian Michael Bendis e pelo artista Michael Avon Oeming. Combinando os gêneros de super-herói, crime e detetive, a série segue a vida de dois detetives de homicídios, Christian Walker e Deena Pilgrim, que investigam casos envolvendo pessoas com habilidades super-humanas (referidas como "powers").
O primeiro volume da série foi publicado pela Image Comics entre 2000 e 2004. Em 2004, a série se mudou para a Marvel Comics como parte da linha Icon. No final de 2017, a publicação foi cancelada pela Marvel, após o anúncio da saída de Brian Bendis para a DC Comics. No entanto, em 2018, foi revelado que a DC retomará o título, através do selo Jinxworld. Em 2021, após o fim de seu contrato com a DC, o selo Jynxworld foi migrado para a editora Dark Horse Comics, onde ganhou reimpressões. Em maio de 2025, foi anunciada a série em quadrinhos Powers 25, com o retorno da dupla criativa original.
O quadrinho, vencedor do prêmio Eisner de Melhor nova série em 2001, inspirou uma série de TV homônima, lançada na PlayStation Network em 2015 e cancelada após duas temporadas.